# Parrocchia di Lafourche
La parrocchia di Lafourche (in inglese Lafourche Parish) è una parrocchia dello Stato della Louisiana, negli Stati Uniti. La popolazione al censimento del 2000 era di 89 974 abitanti. Il capoluogo è Thibodaux.
La parrocchia (in Louisiana le parrocchie costituiscono un livello amministrativo equivalente a quello delle contee degli altri stati degli USA) fu creata nel 1807.